# Oligota excavata
Oligota excavata – gatunek chrząszczy z rodziny kusakowatych i podrodziny Aleocharinae.
Gatunek ten opisany został w 1976 roku przez S.A. Williamsa.
Chrząszcz o ciele długości 1,2 mm i szerokości 0,5 mm, ubarwionym ciemnorudobrązowo lub smoliście z czarnymi tergitami oraz ciemnobrązowymi czułkami i odnóżami. Na czole samca widnieje szeroki, U-ksztłtny wcisk. Punktowanie przedplecza i głowy jest delikatne, zaś na pokrywach występują guzki. Tylne skrzydła po rozłożeniu sięgają szczytu odwłoka. Odwłok ma na całej długości zaokrąglone boki. Powierzchnię tergitów zdobią drobne guzki, a tych od czwartego do szóstego także krótkie żeberka. Piąty tergit jest mniej więcej tak długi jak szósty.
Owad endemiczny dla Nowej Zelandii.